# Synagoga w Raszkowie (Mołdawia)

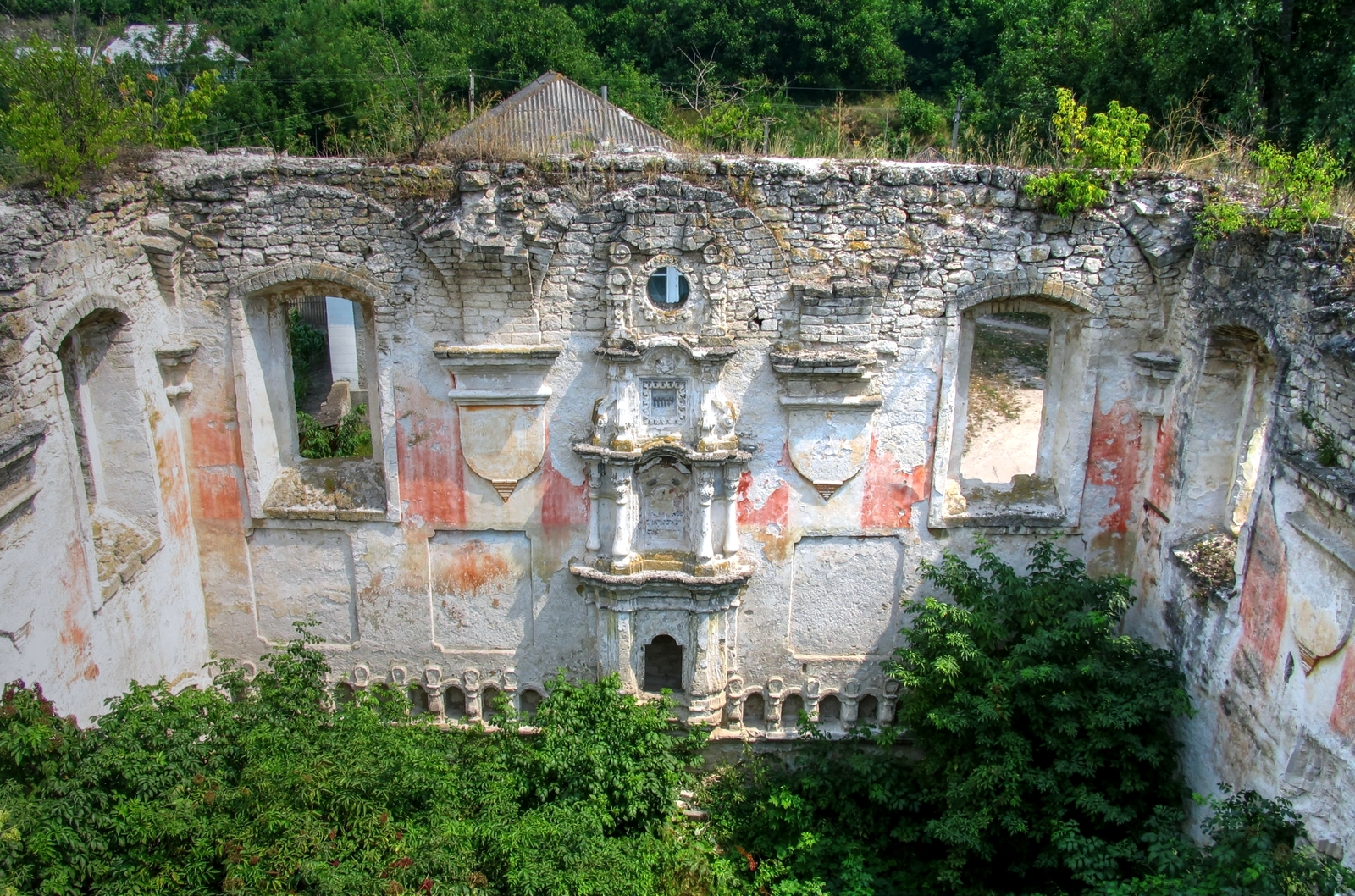
Synagoga w Raszkowie.

Synagoga w Raszkowie (Mołdawia) – żydowska bóżnica, której ruiny znajdują się w Raszkowie nad Dniestrem w Mołdawii.
Żydowska bóżnica zbudowana w 1749 roku mieściła się obok kościoła św. Kajetana i cerkwi, w której ślub z księżniczką Roksaną miał brać Tymofiej Chmielnicki, syn Bohdana Chmielnickiego. Przez wielu uważana za najpiękniejszą synagogę na kresach wschodnich RP. Dziś zachowały się tylko ruiny, jednak dalej można oglądać m.in. aron ha-kodesz i zabytkową menorę.